# Vlora (navire)
 (septembre 2015).
Si vous disposez d'ouvrages ou d'articles de référence ou si vous connaissez des sites web de qualité traitant du thème abordé ici, merci de compléter l'article en donnant les références utiles à sa vérifiabilité et en les liant à la section « Notes et références ».
Pour les articles homonymes, voir Vlora (homonymie).
Le Vlora est un cargo construit en 1959 par les chantiers Cantieri Navali del Tirreno e Riuniti d’Ancône pour la Società Ligure di Armamento. Il est lancé le 4 mai 1960 et mis en service le 16 juin 1960 sous le nom d’Ilice. Acquis en 1961 par la Société Actionnaire Sino-Albanaise de la navigation Maritime et renommé Vlora, il devient célèbre le 8 août 1991 lorsqu’il arrive dans le port de Bari avec plus de 20 000 immigrants albanais à bord.

## Histoire
Le Vlora est un cargo construit en 1959 par les chantiers Cantieri Navali del Tirreno e Riuniti d’Ancône pour la Società Ligure di Armamento. Il est lancé le 4 mai 1960 et mis en service le 16 juin 1960 sous le nom d’Ilice. En 1961, il est vendu à la compagnie albanaise Société Actionnaire Sino-Albanaise de la navigation Maritime qui le rebaptise Vlora. Il devient célèbre en Italie le 8 août 1991 en débarquant plus de 20 000 immigrants albanais à Bari.

## Débarquement du 8 août 1991

### Contexte
Dans les années 1980, les réformes de Mikhaïl Gorbatchev amènent de grands changements au sein du bloc de l’Est. À partir de 1989, les régimes communistes européens tombent tous les uns après les autres. De nombreux troubles politiques apparaissent en Albanie et plusieurs millions d’albanais fuient le pays.

### Débarquement du 8 août 1991

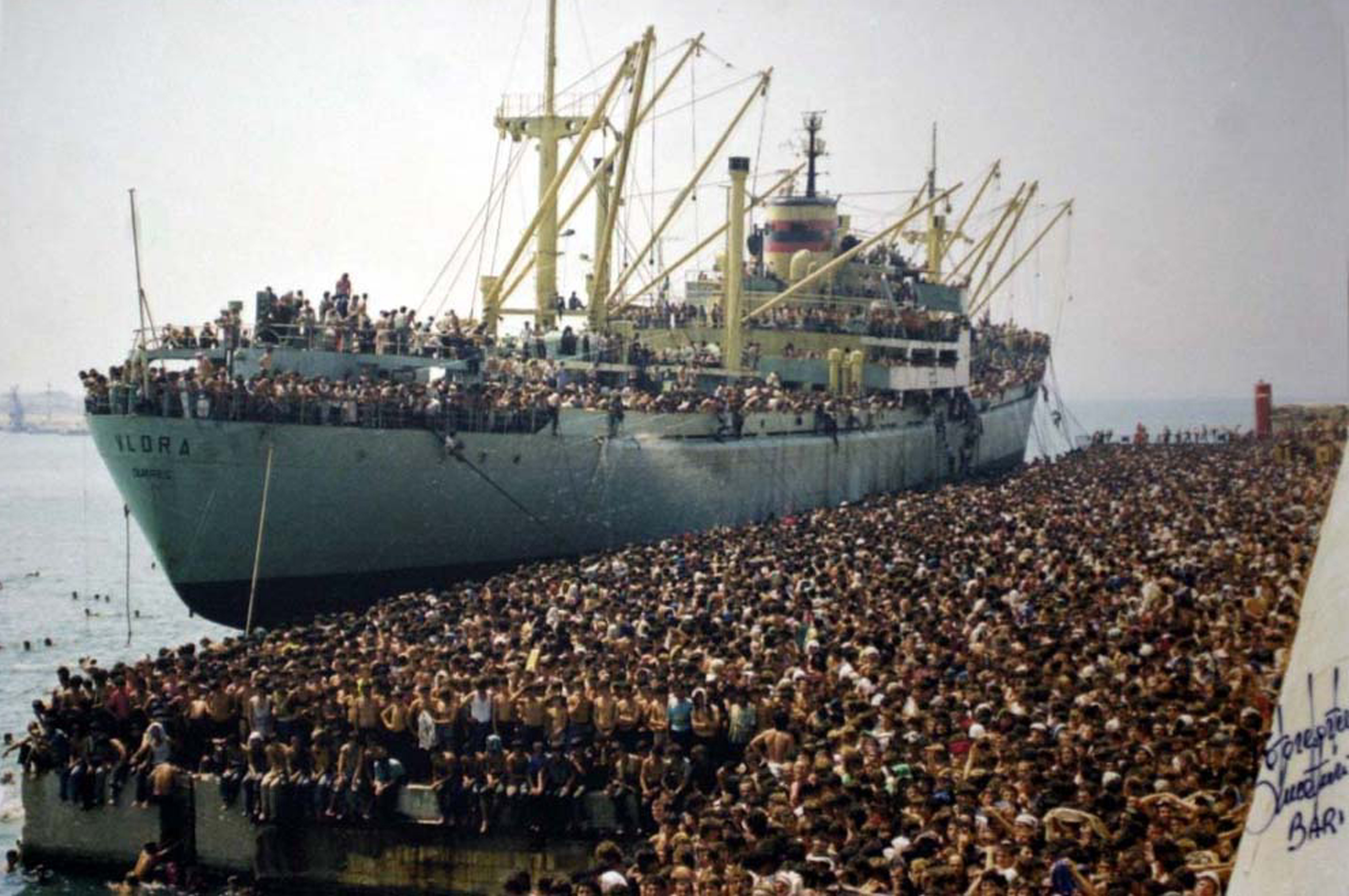
Le Vlora amarré à Bari.

Le 7 août 1991, le Vlora décharge du sucre en provenance de Cuba à Durrës. Pendant le déchargement, plus de 20 000 migrants montent illégalement à bord et forcent le commandant, Halim Milaqi, à les amener en Italie. Celui-ci obtempère et demande l’autorisation d’accoster à Brindisi. Les autorités italiennes refusent et lui demandent de se rendre à Bari afin que des locaux soient aménagés pour les immigrants; mais le manque d’organisation lié à l’absence de plusieurs personnes nécessaires pour obtenir les autorisations (la majorité sont en vacances ce jour-là) fait que le navire arrive à Bari avant que les centres d’accueil pour les migrants ne soient prêts.
Pour rentrer dans le port, le commandant mentionne des blessés graves à bord et invoque une impossibilité de reculer en raison de la lourde charge. Un millier de migrants se jettent à l’eau afin d’essayer de rejoindre la rive à la nage. Le navire est amarré au quai Molo Carboni, le plus éloigné de la ville, le 8 août 1991. Il s’agit encore aujourd'hui du plus grand débarquement illégal en Italie.

## Après le 8 août 1991
Après le débarquement des migrants à Bari, le navire reprend du service. Il le restera jusqu’en 1996, lorsqu’il est vendu à la casse. Il est échoué à Aliağa le 17 août 1996 et détruit.